# Clamart
Clamart település Franciaországban, Hauts-de-Seine megyében. Lakosainak száma 56 882 fő (2022. január 1.). Clamart Vanves, Malakoff, Châtillon, Fontenay-aux-Roses, Le Plessis-Robinson, Vélizy-Villacoublay, Meudon, Issy-les-Moulineaux, Châtenay-Malabry és Bièvres községekkel határos.
A város két részből áll, Bas-Clamart-ból és Petit-Clamart-ból. 1962. augusztus 22-én Petit-Clamart főutcáján a Francia-Algéria megtartásáért küzdő OAS szervezet fegyveresei, Bastien-Thiry alezredes vezetésével merényletet követnek el Charles de Gaulle tábornok-elnök ellen, de sikertelenül.

## Népesség
A település népességének változása:
| Lakosok száma | 52 203 | 52 645 | 53 099 | 52 971 | 52 926 | 52 925 | 53 179 | 54 491 | 56 882 |
|               | 2013   | 2015   | 2016   | 2017   | 2018   | 2019   | 2020   | 2021   | 2022   |

## Híres szülöttjei
- Hatem Ben Arfa labdarúgó